# Xenographie
Xenographie (gr. ξένος xénos „fremd“ und γραφία graphía (-graphie) „Schreibung“: Fremdschreibung) ist die Bezeichnung für die Gewohnheit, Fremdwörter in der originalen Schreibweise zu übernehmen, sie aber in der eigenen oder einer anderen Sprache auszusprechen. Beispiele dafür sind die Aussprache des Wortes Colgate, das in Deutschland im Gegensatz zu den deutschsprechenden Nachbarländern eingedeutscht artikuliert wird, und die Aussprache des Namens Schloss Belvedere in Österreich und Deutschland (dort besonders Berlin/Brandenburg) ohne endendes „e“, durch Einfluss der französischen Sprache.
Ein weiteres Beispiel ist die deutsche Aussprache der lateinischen Abkürzung des Ampersand et (&) als und.
Im Englischen sind solche Schreibweisen noch häufiger als im Deutschen. So werden lateinische Abkürzungen englisch gelesen:
e. g. (lateinisch: exempli gratia: „zum Beispiel“) liest sich „for instance“
i. e. (lateinisch: id est: „das heißt“) liest sich „that is“
Beispiele in anderen Sprachen lassen sich in der Aussprache chinesischer Schriftzeichen im Japanischen (siehe Kun-Lesung und On-Lesung) finden. In der Geschichte lässt sich bei sumerischen Wörtern zeigen, dass sie im Akkadischen eine andere Aussprache bekamen (siehe Sumerogramm).

## Belege
1. ↑  Definition nach Maurice Pope: Das Rätsel der alten Schriften. Hieroglyphen, Keilschrift, Linear B. Pawlak, Herrsching 1990, ISBN 3-88199-676-1, S. 113.
2. ↑  lokale italienische bzw. traditionelle österreichische Aussprache durch französischen Einfluss – siehe: Österreichisches Wörterbuch. 42. Auflage. Österreichischer Bundesverlag, Wien 2012, ISBN 3-215-04828-0, S. 106.